# Теке (держава)
Теке (Тіо, Тйо)  — африканська держава в долині річки Конго, утворена в XVII ст. 1882 року визнало протекторат Франції. Відома була також як держава Анзіку або Макоко.

## Історія
Перші відомості про племена ба-теке відносять до X ст. З XII ст. вони стали домінувати на плоскогір'ях регіону. З часом батеке визнали зверхність королівства Конго, в обов'язки їх входило захист кордонів та копалень. Протягом XV ст. відбувалося об'єднання племен батеке.
До 1600 року батеке підкорюють нижню частину річки Конго, контролюють землі на північний захід до верхнього басейну річки Куілу. У 1620-х роках процес формування власної держави завершився. В свою чергу це спричинило конфлікти з королівством Конго, приводом до чого стало право використовувати мідні копальні, які розташовувалися в прикордонних землях.
Теке з занепадом держави Конго на початку XVIII ст. не мала ворогів та загроз. Водночас володарі Теке не здійснювали загарбницької політики. 1880 року макоко Ілой Лумбат Імумба I визнало французький протекторат (його затверджено 1882 року). 1881 року споруджено Браззавіль. Водночас Нгаліема Інсі, вождь лівобережної частини Теке, не визнав цієї угоди, оголосивши про незалежність. Проте 1882 року уклав угоду з Генрі Стенлі, погодившись на входження до Вільної держави Конго

## Територія і населення
Охоплювали землі переважно уздовж річки Конго, основні володіння розташовувалися навколо озера Малебо. Теке на півдні межувало з королівством Конго, на заході — державою Лоанґо.
Основу складав народ батеке, що розмовляв власною мовою теке.

## Устрій
На чолі стояв володар (макоко), звідки часто європейці називали усю країну Макоко (Велике Макоко). Спирався на раду знаті та підвладних вождеств.

## Суспільство
Поділялося на монарха та його родину, знать (нкобі), простолюдинів та рабів. Кожне з верств населення здійснювало шрамування, яке визначало їх статус в суспільстві. Також прошарки відзначались складними сукнями та зачісками, включаючи орнаментовані коси. Чоловіки й жінки зазвичай ходили з оголеними грудьми. Знать носила шовкові шати, привезені з узбережжя.

## Економіка
Розвинено було землеробство, ремісництво і рибальство. Розвитку набуло ткацтво, зокрема виготовлення тканин з листя, які користувалися широким попитом у сусідніх державах та вождествах. Здійснювалася торгівля рабами, яких вивозили на узбережжя в обмін на каурі, сіль, шовк, льон та скло. також видобувалися корисні копальні. Торгівля з європейцями здійснювалася через порт Лоанго.